# Kenneth Frey Beckman
Kenneth Frey Beckman (ur. 25 lutego 1950 w Paryżu) – meksykański szachista, mistrz międzynarodowy od 1975, arcymistrz w grze korespondencyjnej od 2004 roku. Posiada również obywatelstwo fińskie.

## Kariera szachowa
W szachy nauczył się grać w 8. roku życia od swojego ojca. Jego międzynarodowa kariera szachowa trwała od 1967 do 1987 roku. W tym okresie wielokrotnie zdobywał tytuły indywidualnego mistrza Meksyku. W latach 1972–1986 pięciokrotnie (w tym 3 razy na I szachownicy) uczestniczył w szachowych olimpiadach, w 1986 i 1990 r. dwukrotnie pełnił funkcje kapitana meksykańskich drużyn podczas turniejów olimpijskich. Był również przez ponad 10 lat najwyżej sklasyfikowanym Meksykaninem na listach światowych FIDE. Po zakończeniu czynnej kariery zawodniczej w turniejach szachowych startuje sporadycznie, m.in. w 2002 r. po raz szósty w karierze reprezentował narodowe barwy na olimpiadzie.
Najwyższy ranking w karierze osiągnął 1 stycznia 1982 r., z wynikiem 2480 punktów zajmował wówczas 1. miejsce wśród meksykańskich szachistów.
Sukcesy odnosił również w rozgrywkach korespondencyjnych, w 2004 r. otrzymując tytuł arcymistrza w tej odmianie szachów. Na liście rankingowej ICCF w dniu 1 października 2010 r. posiadał 2597 punktów i zajmował 1. miejsce wśród meksykańskich szachistów.